# Toton
Toton – wieś w Anglii, w hrabstwie Nottinghamshire, w dystrykcie Broxtowe. Leży 10 km na południowy zachód od miasta Nottingham i 174 km na północny zachód od Londynu.